# Schwedischer Fußballpokal der Männer 1941
Der schwedische Fußballpokal 1941 war die erste Austragung des Fußballpokals der Männer. Der Wettbewerb wurde zwischen dem 13. Juli und dem 26. Oktober 1941 ausgetragen. Der Titel in der Premierensaison ging an den Helsingborgs IF.

## 1. Runde
Spieltermin war der 13. Juli 1941.
|                 | Ergebnis  |                 |
| --------------- | --------- | --------------- |
| IFK Eskilstuna  | 4:3 n. V. | Sandvikens IF   |
| Visby AIK       | 02:14     | AIK Fotball     |
| Karlskoga IF    | 3:5 n. V. | GAIS Göteborg   |
| IFK Göteborg    | 10:00     | Karlskrona BK   |
| Bodens BK       | 0:2       | Landskrona BoIS |
| IF Castor       | 2:4       | IK Brage        |
| Billingsfors IK | 2:3       | Örebro SK       |
| Helsingborgs IF | 6:1       | IFK Uddevalla   |
| Ljusne AIK      | 2:0       | IFK Norrköping  |
| IS Halmia       | 4:1       | Värtans IK      |
| IK Sleipner     | 4:1       | IF Elfsborg     |
| Surahammars IF  | 2:4 n. V. | Gårda BK        |
| Malmö FF        | 11:00     | Vivstavarvs IK  |
| Enköpings SK    | 1:2       | Waggeryds IK    |
| Sandvikens AIK  | 2:1       | Kramfors IF     |
| Clemensnäs IF   | 1:7       | Degerfors IF    |

## Achtelfinale
Das Achtelfinale fand am 27. Juli 1941 statt.
|                 | Ergebnis  |                 |
| --------------- | --------- | --------------- |
| GAIS Göteborg   | 3:1       | Sandvikens AIK  |
| IK Sleipner     | 4:3       | IFK Eskilstuna  |
| Degerfors IF    | 4:3       | IS Halmia       |
| IK Brage        | 3:2       | IFK Göteborg    |
| Örebro SK       | 3:0       | Ljusne AIK      |
| AIK Fotboll     | 2:1       | Malmö FF        |
| Waggeryds IK    | 2:8       | Helsingborgs IF |
| Landskrona BoIS | 3:0 n. V. | Gårda BK        |

## Viertelfinale
Die Spiele im Viertelfinale wurden am 13. August bzw. 17. August 1941 ausgetragen.
|                 | Ergebnis |                 |
| --------------- | -------- | --------------- |
| Helsingborgs IF | 9:0      | Landskrona BoIS |
| GAIS Göteborg   | 0:3      | Degerfors IF    |
| Örebro SK       | 0:3      | IK Sleipner     |
| AIK Fotboll     | 0:5      | IK Brage        |

## Halbfinale
Die Halbfinals fanden am 14. September 1941 statt.
|                 | Ergebnis  |              |
| --------------- | --------- | ------------ |
| Helsingborgs IF | 6:2       | Degerfors IF |
| IK Sleipner     | 3:2 n. V. | IK Brage     |

## Finale
| Paarung         | Helsingborgs IF – IK Sleipner |
| Ergebnis        | 3:1 |
| Datum           | 26. Oktober 1941 |
| Stadion         | Råsundastadion, Solna |
| Zuschauer       | 10.763 |
| Tore            | 1:0 Stadler (9.) 2:0 Kroon (40., Strafstoß) 3:0 Mårtensson (53.) 3:1 Wetterström (63.) |
| Helsingborgs IF | Folke Friis − Nils Axelsson, Arne Johansson − Holger Olsson, Axel Stadler, Gösta Sjölin − Malte Mårtensson, Gunnar Anderberg, Anders Pålsson, Bertil Thompson, Knut Kroon Cheftrainer: Albin Dahl |